# 메가 CD 게임 목록

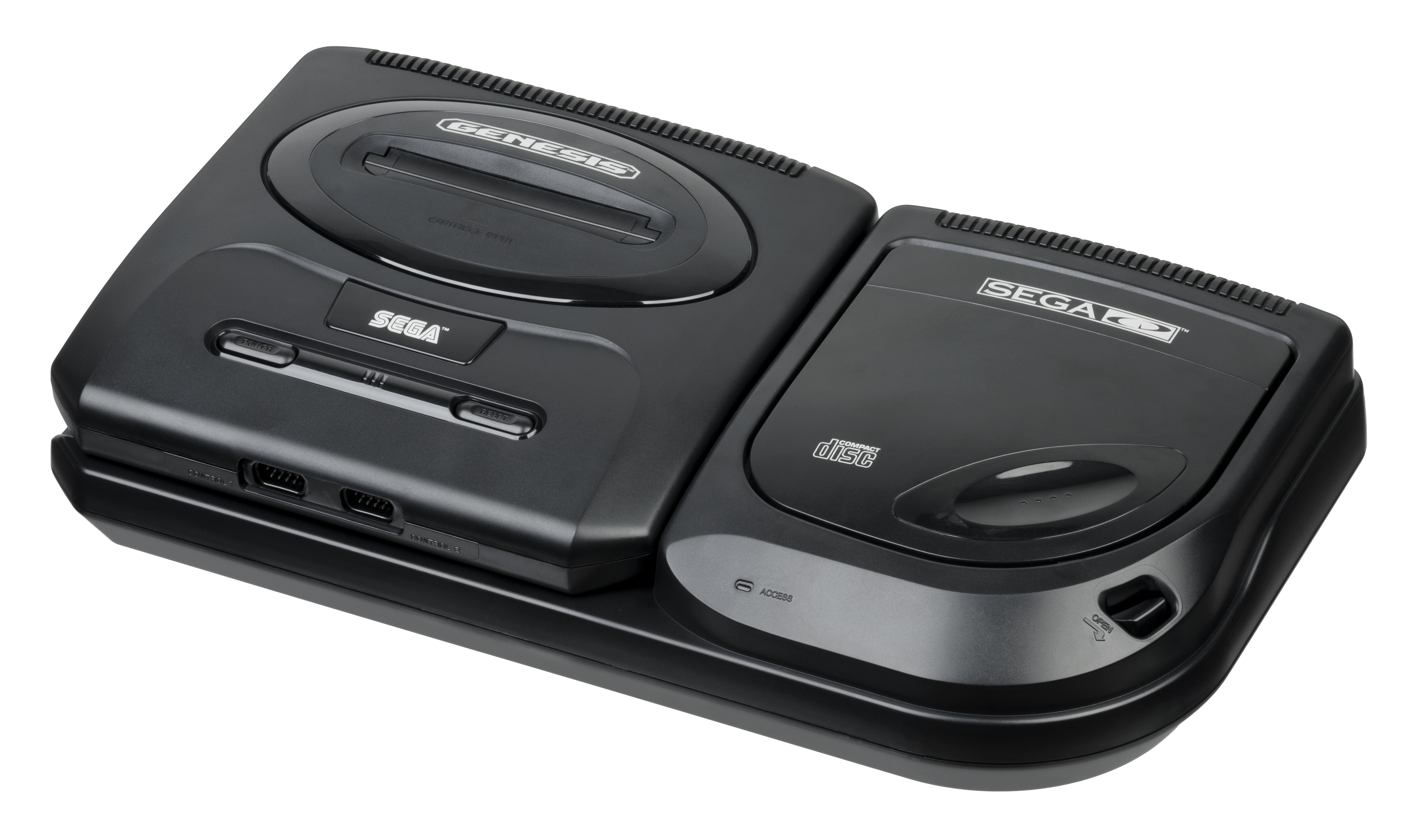
세가 CD 또는 메가 CD

이 목록은 세가에서 만든 세가 CD의 게임 목록이다.

## 세가의 게임
- 소닉 더 헤지호그 시리즈
  - 소닉 더 헤지호그 CD

### 세가 이외의 게임
- NHL '94

## 같이 보기
- 메가 드라이브 게임 목록
- 슈퍼 32X 게임 목록
- 세가의 비디오 게임 프랜차이즈 목록